# Francisco Reyes Martínez
Francisco Reyes Martínez  (Bedmar, Jaén, 10 de julio de 1962) es un político español miembro del PSOE y es presidente de la Diputación Provincial de Jaén desde el 24 de junio de 2011.

## Biografía
Descendiente de una familia humilde de Bedmar y desde muy joven tuvo muy claro que su destino estaba encaminado a convertirse en político. Estudio en la Universidad de Granada la carrera de Magisterio. Ejerció durante unos años pero lo dejó para dedicarse a su verdadera vocación: la política.

### Trayectoria política
Ha sido secretario de Organización de la Ejecutiva Provincial del PSOE de Jaén durante el periodo 1996-2000, y secretario general de la Agrupación Local de este partido en Bedmar. Posteriormente ocupó el puesto de vicesecretario general del PSOE de Jaén, desde 2004 hasta 2010, y desde ese año es secretario general del PSOE de Jaén. Estos puestos orgánicos en su partido los ha compaginado con diferentes cargos institucionales en las administraciones local, regional y estatal. Concejal en el Ayuntamiento de Bedmar desde 1987, fue alcalde de su municipio natal entre 1988 y 1995. En 1993 comenzó su primera etapa en la Diputación Provincial hasta el año 2000, siendo durante un periodo vicepresidente de esta institución además de responsable de Turismo y Desarrollo Local. También ha desempeñado su labor como delegado del Gobierno andaluz en Jaén desde el año 2000 hasta 2008, año en que fue elegido diputado nacional.

## Cargos desempeñados
- Presidente de la Diputación Provincial de Jaén (2011-presente)
- Diputado en Cortes Generales (2008-2011)
- Delegado del Gobierno Andaluz en Jaén (2000-2008)
- Diputado en la Diputación Provincial de Jaén (1993-2000/2011-presente)
- Alcalde de Bedmar y Garcíez (1988-1995)
- Concejal del Ayuntamiento de Bedmar y Garcíez (1987-1988)